# Itea indochinensis
Itea indochinensis là một loài thực vật có hoa trong họ Iteaceae. Loài này được Merr. miêu tả khoa học đầu tiên năm 1926.